# Jaime Vásquez Ramírez
Jaime Vásquez Ramírez (Bellavista, Provincia de Bellavista, Perú, 21 de febrero de 1991) es un futbolista peruano que juega como lateral derecho y su equipo actual es Deportivo Llacuabamba de la Liga 2.

## Trayectoria
Se formó en las divisiones menores de Sporting Cristal. En el 2009 fue promovido al primer equipo donde debutó en primera división el 8 de marzo en la derrota de su equipo frente a Cienciano por 2-0. Dejó de pertenecer a la institución a fines de 2010. Jugó al lado del portero peruano José Carvallo, Luis Advíncula y Yoshimar Yotún, quienes fueron mundialistas en la Copa Mundial de Fútbol de 2018.
En el 2011 logró clasificar a la Copa Sudamericana 2012. Además también jugó la Copa Sudamericana 2015.

## Selección nacional
Ha sido internacional con selección de fútbol de Perú en una ocasión. Su debut se produjo el 11 de abril de 2012 por la Copa del Pacífico frente a Chile en la ciudad de Tacna. Perú perdió 3 a 0.
| \| PJ \| Fecha \| Ciudad \| Oponente \| Resultado \| Competición \| Goles \| \| -- \| ---------- \| ------ \| -------- \| --------- \| ---------------------- \| ----- \| \| 1. \| 11-04-2012 \| Tacna \| Chile \| 0–3 \| Copa del Pacífico 2012 \| 0 \| |            |        |          |           |                        |       |
| PJ | Fecha      | Ciudad | Oponente | Resultado | Competición            | Goles |
| 1. | 11-04-2012 | Tacna  | Chile    | 0–3       | Copa del Pacífico 2012 | 0     |

## Clubes
| Club                  | País | Año         |
| --------------------- | ---- | ----------- |
| Sporting Cristal      | Perú | 2009 - 2010 |
| Unión Comercio        | Perú | 2011 - 2015 |
| UTC de Cajamarca      | Perú | 2016        |
| Unión Comercio        | Perú | 2017 - 2018 |
| Unión Huaral          | Perú | 2018        |
| Bellavista FC         | Perú | 2019        |
| Deportivo Llacuabamba | Perú | 2020        |
| Unión Comercio        | Perú | 2021        |
| Deportivo Llacuabamba | Perú | 2022 -      |